# Беспаев, Кабен Садыкович
Кабен Садыкович Беспаев (13 ноября 1925, с. Коконь, Семипалатинский уезд, Семипалатинская губерния, СССР — 21 декабря 1993) — казахстанский деятель силовых структур.
Трудовую деятельность начал в 1942 году счетоводом в колхозе им. 18 партсъезда Жанасемейского района Семипалатинской области. В годы Великой Отечественной войны был курсантом Забайкальского военно-пехотного училища, затем Казанского танкового училища.

## Биография
Происходит из рода уак.
С 1945—1946 гг. — командир танка 90 механизированного полка Прибалтийского военного округа.
В 1949 году, после демобилизации из рядов Советской армии, Беспаев К. С. был направлен в органы внутренних дел. Начав службу в должности оперуполномоченного районного отдела милиции, он продолжительное время работал начальником РОВД, руководителем службы БХСС, заместителем начальника УВД. В течение 14 лет он был начальником управления внутренних дел Семипалатинской области.
С 1968—1982 гг. неоднократно избирался депутатом Семипалатинского областного совета народных депутатов; являлся членом исполкома областного совета: являлся членом Семипалатинского КП Казахстана.
После ухода на пенсию продолжал активную общественную деятельность, возглавлял областной совет ветеранов органов внутренних дел.

## Семья
- Родители: Отец Беспаев Садык, Мать Беспаева Сакыш
- Супруга: Беспаева Рахилаш
- Дети: сын Беспаев Оразкен, дочери: Беспаева Гулия, Беспаева Айгуль, Кусаинова Зауре, Джанкушукова Сауле
- Внуки: Беспаев Тимур Оразкенович, Джанкушуков Айдар Аскарович, Кусаинов Адлен Даулетович
- Внучки: Данара, Зарина, Анара.
- правнуки: Беспаев Адлет Тимурович, Беспаев Аян Тимурович, Беспаев Аблайхан Тимурович
- пра-правнук: Беспаев Кабенжан Адлетович.

## Исторические факты
8 декабря 1994 года совместным постановлением сессии городского маслихат-собрание депутатов и главы городской администрации ул. Орджоникидзе была переименована в ул. генерала Беспаева находящаяся в городе Семипалатинск
Беспаев Кабен Садыкович — Заслуженный работник МВД, первый генерал Семипалатинской области (ныне Восточно-Казахстанская область), за 33 года деятельности в органах внутренних дел Беспаев К. С. внес большой вклад в дело укрепления правопорядка и законности в области. Им подготовлена целая плеяда работников правоохранительных органов. Его многолетний труд отмечен: Орденом Красной Звезды, Орденом Трудового Красного Знамени, медалями Медаль «За победу над Германией в Великой Отечественной войне 1941—1945 гг.», Медаль «За отличную службу по охране общественного порядка», Нагрудный Знак «Заслуженный работник МВД СССР» и многими другими правительственными наградами.
Проводил большую общественную работу.